# 정현진
정현진(1989년 ~ )은 대한민국의 배우이자 모델이다.

## 학력
- 건국대학교 영화예술학

## 출연작

### 영화
- 《번개맨》 (2016년) - 번개맨 역[4]
- 《빅매치》 (2014년) - 에이스 크루 2 역
- 《26년》 (2012년) - 에필로그 신입경찰 역[5]

### CF
- 미스터피자 (2013년)
- 신한은행 (2013년)
- 일동 후디스케어 3 (2012년)
- 우르오스 (2012년)
- 우리투자증권 (2011년)